# Quinta da Bacalhoa

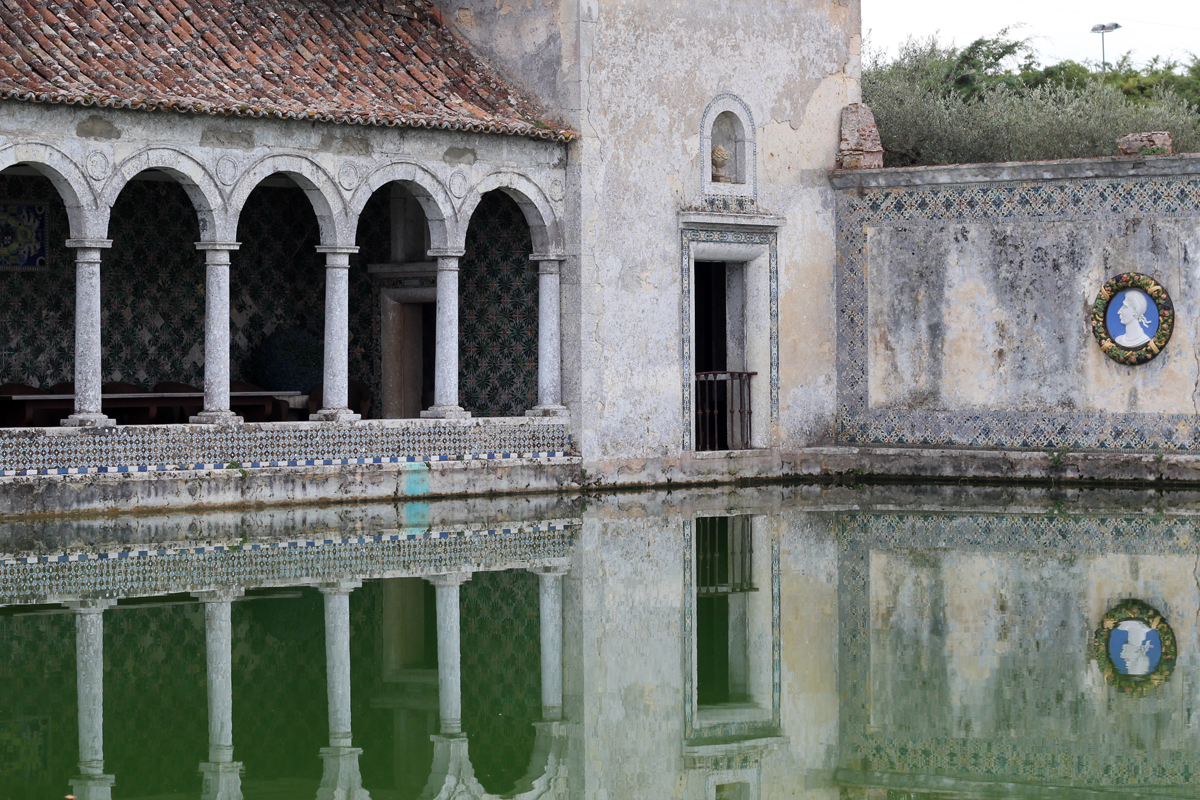
Wasserbecken mit Arkadengang

Die Quinta da Bacalhoa ist eine Quinta (Weingut) in Azeitão im Landkreis Setúbal in der portugiesischen Região de Lisboa. Das Anwesen stammt aus dem 15. Jahrhundert und wurde von Johann von Portugal angelegt. Es war ursprünglich eine Sommerresidenz der portugiesischen Königsfamilie.

## Geschichte

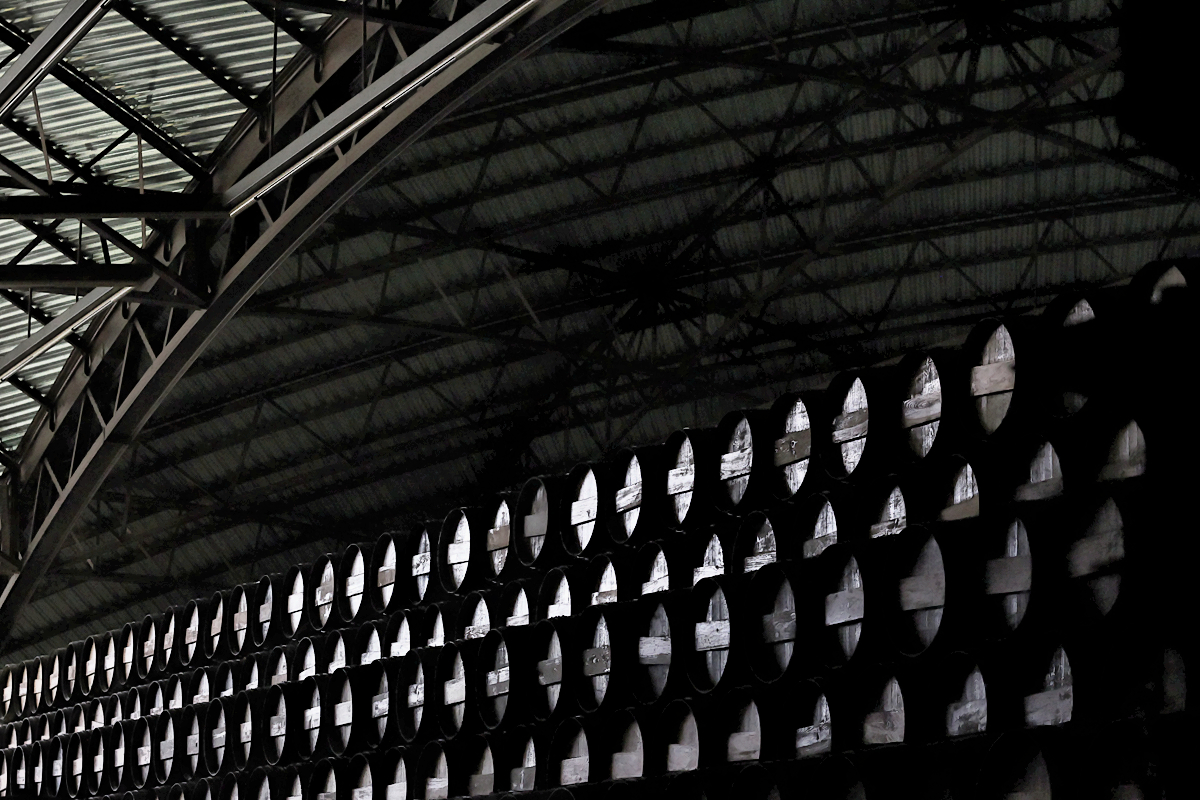
Weinfässer

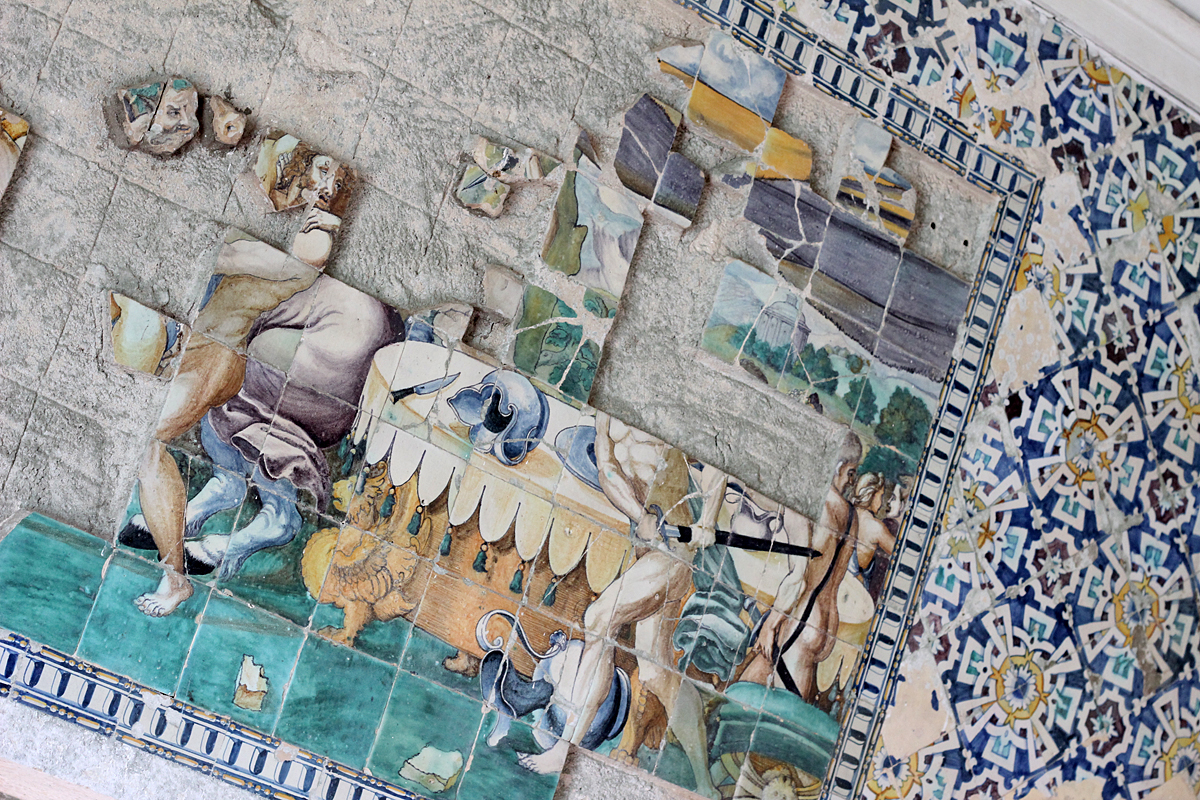
Azulejo

Das erste Gebäude entstand um 1480. Dom Brás de Albuquerque, ältester Sohn von Afonso de Albuquerque erwarb das Anwesen 1528. Es entstand ein Palast im Stil der Renaissance mit maurischen Kuppeltürmen. Die beiden Gebäudeflügel umschließen einen formalen Garten im italienischen Stil.
In der Zeit der Ersten Portugiesischen Republik verfiel der Palast. 1936 wurde er mit den umliegenden Weinbergen von Orlena Scoville, einer wohlhabenden Nordamerikanerin, erworben und restauriert. In den 1970er Jahren wurde das Anwesen von ihrem Enkel zu einem der größten Weinproduzenten Portugals ausgebaut.
Im Jahr 1996 wurde die Quinta vom Instituto Português do Património Arquitectónico als Monumento Nacional (Nationaldenkmal) eingestuft, der Palast ist bereits seit 1910 geschützt.
Seit 2000 gehört das Gut zur Fundação Berardo unter Leitung von José Manuel Rodrigues „Joe“ Berardo, der auch Haupteigentümer eines weiteren großen Weinguts ist, das zwei Kilometer entfernt vom Palast liegt.

## Hauptgebäude
Das Innere des Palastes schmücken polychrome Kachelbilder (Azulejos), darunter das älteste erhaltene Azulejo Portugals von 1565 (es zeigt „Susanna im Bade“).

## Garten
Der rechteckige Garten besteht aus Buchshecken in Formschnitt. Die labyrinthartigen Ornamente bilden vier Felder um ein Brunnenbecken. Weiterhin gibt es ein großes, quadratisches Wasserbecken (Agdal) mit der Casa do Tanque an der Südseite, deren drei Pavillons symmetrisch mit Arkadengängen verbunden sind. Sie sind ebenfalls mit Azulejos ausgekleidet und begrenzen eine lange Terrasse. Der historische Obstgarten mit Zitrusfrüchten hinter dem Parterre wurde Ende des 20. Jahrhunderts zugunsten weiteren Weinanbaus zerstört.